# Aoyama Thelma
Aoyama Thelma (青山 テルマ Aoyama Teruma, Thanh Sơn Đại Mã), sinh 27 tháng 10 năm 1987 tại Nara, Nhật Bản. Cô là nữ ca sĩ Nhật hát chủ yếu là dòng nhạc R&B. Nổi tiếng với bài hát Soba Ni Iru Ne.

## Đĩa nhạc
Singles:
2007:
- One Way

2008:
- Soba Ni Iru Ne
- Nandomo
- Mamoritai Mono
- Daikkirai Demo Arigato

2009:
- Todoketai.../Kono Mama Zutto
- Wasurenai Yo

2010:
- Fall In Love
- Kaeru Basho
- Summer Love!!

## Sự nghiệp ca hát
Ngày 9 tháng 9 năm 2007, cô khởi nghiệp hát solo với bài hát One Way. Bài hát đã xếp thứ 98 trong bảng xếp hạng Oricon. Hai tuần sau, cô cho ra bài Kono Ni Iru Yo và cũng trở thành bài hit.
Năm 2008, bài Soba Ni Iru Ne và đứng thứ 3 trên bảng xếp hạng Oricon chỉ trong tuần đầu tiên, trở thành bài được yêu thích nhất và đạt kỉ lục Guinness số lần được tải trên mạng Nhật Bản, bài còn có trong album Diary đã phát hành ngày 26 tháng 3 năm 2008. Chính bài hát đó đã đưa tên tuổi Aoyama trở nên nổi tiếng.
Ngày 11 tháng 2 năm 2009 cô cho ra album Love!: Thelma Love Song Collection, tập hợp các bài hát đứng đầu bảng xếp hạng Oricon hằng tuần. Tháng 9, cô tiếp tục cho ra album Emotions. Cuối tháng 12, Aoyama giới thiệu bài hát Fall In Love có sự kết hợp giữa cô và nam ca sĩ Hàn Quốc Tae Yang (thành viên nhóm nhạc Big Bang), bài cũng nằm trong đĩa đơn cùng tên phát hành ngày 27 tháng 1 năm 2010.
Tháng 2, 2010, sau đĩa đơn trên, cô tiếp tục giới thiệu bài Kaeru Basho có trong đĩa đơn cùng tên phát hành ngày 3 tháng 3, 2010 và cũng là nhạc phim Doraemon: Nobita và cuộc đại thủy chiến ở xứ sở người cá. 3 tháng sau khi phát hành đĩa đơn trên, cô cho ra đĩa đơn thứ 10: Summer Love!!. 28 tháng 7, cô cho ra tiếp album Love2!-Thelma Best Collaboration.
- Trang chính (tiếng Nhật)
- Universal Label Site Lưu trữ ngày 30 tháng 4 năm 2008 tại Wayback Machine (tiếng Nhật)
- Oricon Profile (tiếng Nhật)
- Blog chính thức (tiếng Nhật)